# Schulordnung
Schulordnung ist heute eine Bezeichnung landesrechtlicher Verordnungen, die vom zuständigen Ministerium für staatliche Schulen erlassen werden.
Auf Schulebene wird die Bezeichnung Schulordnung auch für einen allgemeinen Verhaltenskodex für Lehrer und Schüler verwendet, der z. B. von der Schulkonferenz oder der Gesamtkonferenz erlassen wird.

## Schulordnungen in den Bundesländern
- Baden-Württemberg: Ermächtigung nach § 89 Abs. 1 SchG
- Freistaat Bayern: Bayerische Schulordnung[3]
- Nordrhein-Westfalen: Schulgesetz NRW
- Rheinland-Pfalz: Schulordnung für die öffentlichen Grundschulen, Übergreifende Schulordnung
- Saarland: Allgemeine Schulordnung (und etliche weitere Rechtsverordnungen mit spezifischem Namenszusatz)
- Freistaat Sachsen: Schulordnung Grundschulen, Schulordnung Mittel- und Abendmittelschulen, Schulordnung Gymnasien Abiturprüfung
- Freistaat Thüringen: Thüringer Schulordnung

## Schulordnung als Hausordnung

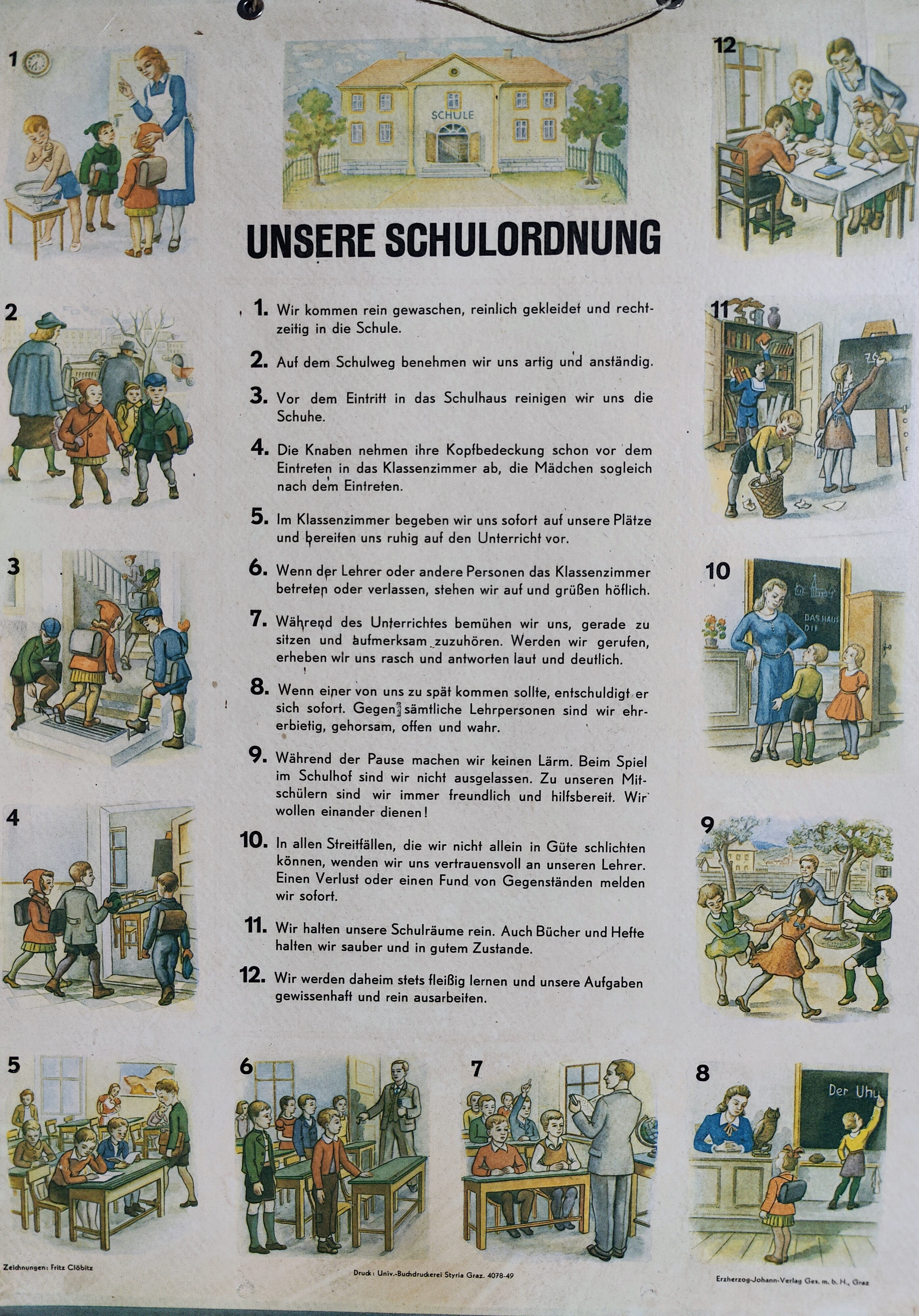
Historische Schulordnung

In einigen Bundesländern (z. B. Bremen, Niedersachsen, Schleswig-Holstein) geben sich Schulen eine örtliche Schulordnung, die lediglich eine erweiterte Hausordnung darstellen. Neben Nutzungsregelungen des Gebäudes enthält sie Verhaltensregeln für den Umgang mit Schülern, Lehrern, Eltern. Es finden sich Ge- und Verbote für den sicheren Schulweg oder Pausenbestimmungen. Zusätzlich können sich Klassen eigene Klassenordnungen geben.
Bestimmungen etwa zur Schulpflicht, zur Leistungsbewertung oder zu Versetzungen werden landesrechtlich festgelegt.

## Weitergehende Regelungen
Eine Schulordnung (im Sinne einer landesrechtlichen Verordnung) muss insbesondere die Aufnahme, den Aufstieg bzw. den Abgang von Schülern an einer Schule regeln, sofern dies ergänzend zum vom Bundesland ergehenden Schulgesetz geschieht. Weiterhin hat die Schulordnung festzulegen, in welchem Umfang Schüler den Unterricht und dazugehörige Aktivitäten zu besuchen haben und unter welchen Konditionen ein Fernbleiben möglich ist. Auch die Pflichten der Erziehungsberechtigten sind in der Schulordnung festzuhalten.
Zudem wird mit der Schulordnung geregelt, was Schüler leisten müssen und welche Konsequenzen aus Nichtbeachtung erwachsen können. Außerdem werden Eckpunkte und Bedingungen für die Gründung und Finanzierung von Schülervereinen, Arbeitsgemeinschaften oder Schülerzeitungen festgelegt.
Insgesamt dient die Schulordnung dem geregelten Ablauf in der Schule und stellt sowohl für Schüler als auch Lehrer ein direktes Rechtsmittel dar, auf das sie sich auch in der Praxis leicht berufen können.
siehe auch Schulrecht